# Algebraische Kurve
Eine algebraische Kurve ist eine eindimensionale algebraische Varietät, kann also durch eine Polynomgleichung beschrieben werden. Ein wichtiger Spezialfall sind die ebenen algebraischen Kurven, also algebraische Kurven, die in der affinen oder projektiven Ebene verlaufen.
Geschichtlich beginnt die Beschäftigung mit algebraischen Kurven schon in der Antike mit der Untersuchung von Geraden und Kegelschnitten. Im 17. Jahrhundert wurden sie im Rahmen der analytischen Geometrie Gegenstand der Analysis und Isaac Newton behandelte systematisch Kubiken. Die Beschäftigung mit ihnen erreichte im 19. Jahrhundert durch die Behandlung im Rahmen der projektiven Geometrie einen Höhepunkt (unter anderem August Ferdinand Möbius, Julius Plücker). Dabei wird der Punkt im Unendlichen systematisch mit berücksichtigt. Die natürliche Betrachtungsweise ist nach dem Fundamentalsatz der Algebra über den komplexen Zahlen, und  die klassische Theorie wurde durch die von Bernhard Riemann entdeckte Verbindung zu Riemannschen Flächen – die im Komplexen Kurven sind – auf eine neue Grundlage gestellt. In der Zahlentheorie (arithmetische Geometrie) werden auch Kurven über anderen Körpern als den reellen und komplexen Zahlen und über Ringen betrachtet.
Algebraische Kurven gehören zu den einfachsten Objekten der algebraischen Geometrie, in der sie mit rein algebraischen Methoden behandelt werden und nicht mit Methoden der Analysis. Höherdimensionale Varietäten der algebraischen Geometrie sind zum Beispiel algebraische Flächen. Man kann algebraische Kurven aber auch im Rahmen der komplexen Analysis untersuchen.
Im Folgenden werden die verwendeten Begriffe am einfachsten Fall ebener algebraischer Kurven erläutert. Man kann algebraische Kurven etwa als Schnittkurve algebraischer Flächen auch in mehr als zwei Dimensionen definieren. Ihre Klassifikation in drei Dimensionen nach Grad d und Geschlecht g war Gegenstand von zwei großen Arbeiten zum Steinerpreis in den 1880er Jahren von Max Noether und Georges Henri Halphen, deren Beweise und Arbeit aber noch unvollständig war. Gegenstand der Klassifikation ist festzustellen, welche Paare (d,g) existieren. Algebraische Kurven können immer in den dreidimensionalen projektiven Raum eingebettet werden, so dass die Betrachtung von zwei und drei Raumdimensionen reicht.

## Definition und wichtige Eigenschaften
Eine ebene algebraische Kurve über einem Körper {\displaystyle K} wird durch ein nichtkonstantes Polynom in zwei Variablen {\displaystyle x} und {\displaystyle y} definiert, dessen Koeffizienten aus {\displaystyle K} stammen. Dabei werden zwei Polynome miteinander identifiziert, wenn das eine durch Multiplikation mit einer von Null verschiedenen Zahl aus {\displaystyle K} aus dem anderen hervorgeht. Der Grad des Polynoms wird als Grad der Kurve bezeichnet.
Dieser Definition liegt folgende Motivation zu Grunde: Ist {\displaystyle f} ein solches Polynom, so kann man die Nullstellenmenge
{\displaystyle V(f)=\{(x,y)\in K^{2}|f(x,y)=0\}}
in der Ebene {\displaystyle K^{2}} betrachten. Diese Menge stellt häufig ein Objekt dar, das man auch anschaulich als Kurve bezeichnen würde, so ist beispielsweise
{\displaystyle \{(x,y)\in \mathbb {R} ^{2}|x^{2}+y^{2}-1=0\}}
ein Kreis. Auch bei der Definition von {\displaystyle V(f)} spielt ein konstanter Faktor keine Rolle.
Ist der Körper {\displaystyle K} algebraisch abgeschlossen, so kann man nach dem hilbertschen Nullstellensatz aus der Menge {\displaystyle V(f)} das Polynom {\displaystyle f} wiedergewinnen, falls dieses in lauter verschiedene irreduzible Faktoren zerfällt. In diesem Fall muss also nicht streng zwischen dem definierenden Polynom und dessen Nullstellenmenge unterschieden werden.
Ist der Körper {\displaystyle K} dagegen nicht algebraisch abgeschlossen, so stellt {\displaystyle V(f)} nicht immer eine Kurve in der Ebene dar. So werden durch
{\displaystyle \{(x,y)\in \mathbb {R} ^{2}|x^{2}+y^{2}+1=0\}} und {\displaystyle \{(x,y)\in \mathbb {R} ^{2}|x^{2}+y^{2}=0\}}
im Reellen die leere Menge beziehungsweise ein Punkt definiert, beides keine eindimensionalen Objekte. Erst im Komplexen erzeugen diese Polynome Kurven: ein Kreis und ein sich schneidendes Geradenpaar.
Man sagt daher, eine Kurve habe eine Eigenschaft geometrisch, falls die Menge {\displaystyle V(f)} diese Eigenschaft über dem algebraischen Abschluss von {\displaystyle K} besitzt.
Abstrakter kann man eine algebraische Kurve auch als ein eindimensionales separiertes algebraisches Schema über einem Körper definieren. Häufig werden noch weitere Voraussetzungen wie geometrische Reduziertheit oder Irreduzibilität in die Definition mit aufgenommen.

### Irreduzibilität
Ist das definierende Polynom reduzibel, falls es also in zwei nichttriviale Faktoren zerlegt werden kann, so kann auch die Kurve in zwei unabhängige Komponenten zerlegt werden. Zum Beispiel ist das Polynom {\displaystyle f(x,y)=xy} reduzibel, da es in die Faktoren {\displaystyle x} und {\displaystyle y} zerlegt werden kann. Die durch {\displaystyle f} definierte Kurve besteht daher aus zwei Geraden.
Bei einem irreduziblen Polynom kann die Kurve nicht zerlegt werden, welche dann ebenfalls irreduzibel genannt wird.

### Singularitäten

Neilsche Parabel mit Spitze im Nullpunkt

Kartesisches Blatt mit einfachem Doppelpunkt im Nullpunkt

Im Normalfall lässt sich in jedem Punkt der algebraischen Kurve genau eine Tangente an die Kurve zeichnen. In diesem Fall nennt man den Punkt glatt oder nichtsingulär.
Es kann aber auch der Fall auftreten, dass die Kurve in einem oder mehreren Punkten einen Selbstschnitt oder eine Spitze besitzt. Im ersten Fall besitzt die Kurve in diesem Punkt zwei oder mehr Tangenten, im zweiten fallen diese Tangenten zu einer mehrfachen Tangente zusammen.
Beispiele für solche singulären Punkte finden sich bei der Neilschen Parabel mit der Gleichung {\displaystyle y^{2}=x^{3}}, diese hat eine Spitze im Nullpunkt. Einen Doppelpunkt, also einen Punkt, der zwei Mal in verschiedenen Richtungen durchlaufen wird, findet man beim kartesischen Blatt, das durch {\displaystyle x^{3}+y^{3}-3xy=0} gegeben ist.

## Projektive Kurven
Häufig ist es von Vorteil, algebraische Kurven nicht im Affinen, sondern in der projektiven Ebene zu betrachten. Diese kann durch sogenannte homogene Koordinaten {\displaystyle [x:y:z]} beschrieben werden, wobei {\displaystyle x,y} und {\displaystyle z} nicht gleichzeitig {\displaystyle 0} werden dürfen und zwei Punkte als gleich aufgefasst werden, wenn sie durch Multiplikation mit einer von {\displaystyle 0} verschiedenen Zahl auseinander hervorgehen. Für {\displaystyle \lambda \neq 0} gilt also {\displaystyle [x:y:z]=[\lambda \cdot x:\lambda \cdot y:\lambda \cdot z]}. Um im Projektiven algebraische Kurven zu definieren, benötigt man also Polynome in drei Variablen {\displaystyle x,y} und {\displaystyle z}. Würde man hier beliebige Polynome verwenden, so ergäben sich große Probleme auf Grund der Tatsache, dass die Darstellung der Punkte nicht eindeutig ist: So sind die Punkte {\displaystyle \left[1:1:1\right]} und {\displaystyle \left[2:2:2\right]} gleich, aber das Polynom {\displaystyle f(x,y,z)=x^{2}-y} verschwindet bei der ersten Darstellung, nicht aber bei der zweiten.
Dieses Problem tritt nicht auf, wenn man sich auf homogene Polynome beschränkt: Zwar können sich auch hier die Werte, die das Polynom bei verschiedenen Darstellungen annimmt, unterscheiden, aber die Eigenschaft, ob das Polynom eine Nullstelle hat, ist von der Wahl der Darstellung des Punktes unabhängig.
Um zu einer affinen Kurve die zugehörige projektive Kurve zu finden, homogenisiert man das definierende Polynom: In jedem Term fügt man eine so große {\displaystyle z}-Potenz ein, dass sich ein homogenes Polynom ergibt: Aus der Gleichung {\displaystyle x^{2}-y+1=0} wird also {\displaystyle x^{2}-yz+z^{2}=0}.
Der umgekehrte Vorgang wird als Dehomogenisieren bezeichnet. Hier setzt man in das homogene Polynom für {\displaystyle z} (oder eine Variable, falls man nach einer anderen Variablen dehomogenisieren möchte) den Wert {\displaystyle 1} ein.

## Schnitte zweier Kurven
Betrachtet man beispielsweise eine Gerade und eine Parabel, so erwartet man im Allgemeinen zwei gemeinsame Punkte. Durch verschiedene Umstände können auch weniger gemeinsame Punkte auftreten, diese Fälle kann man jedoch alle durch spezielle Voraussetzungen oder Definitionen umgehen:
- Die Gerade und die Parabel können gar keinen Schnittpunkt besitzen, dies umgeht man, indem man voraussetzt, dass der zu Grunde liegende Körper algebraisch abgeschlossen ist.
- Die Gerade kann durch den Scheitel der Parabel senkrecht nach oben verlaufen und somit nur einen Punkt mit ihr gemeinsam haben. Dies tritt nicht auf, wenn man sich in der projektiven Ebene befindet, hier haben Gerade und Parabel in diesem Fall einen weiteren Schnittpunkt im Unendlichen.
- Die Gerade kann eine Tangente an die Parabel sein. Auch in diesem Fall existiert nur ein gemeinsamer Punkt. Mit einer geeigneten Definition von Schnittmultiplizität kann dieser Schnittpunkt jedoch doppelt gezählt werden.

Unter den obigen Voraussetzungen gilt der Satz von Bézout: Die Anzahl der gemeinsamen Punkte zweier projektiver ebener algebraischer Kurven von Grad n und m ohne gemeinsame Komponenten beträgt nm.

## Beispiele für algebraische Kurven

### Kurven nach Grad geordnet
- Die ebenen algebraischen Kurven von Grad 1 sind genau die Geraden. Die Gleichungen {\displaystyle x=0} und {\displaystyle y=0} beispielsweise beschreiben die Koordinatenachsen, die Gleichung {\displaystyle x=y} oder äquivalent {\displaystyle x-y=0} die erste Winkelhalbierende.
- Die ebenen algebraischen Kurven von Grad 2 (Quadriken) sind genau die Kegelschnitte, darunter der durch {\displaystyle x^{2}+y^{2}=1} beschriebene Einheitskreis und die Normalparabel mit der Formel {\displaystyle y=x^{2}}. Die reduziblen Kurven sind dabei die entarteten Kegelschnitte.
- Bei Grad 3 (Kubiken) treten zum ersten Mal irreduzible Kurven mit Singularitäten auf, zum Beispiel die Neilsche Parabel mit der Gleichung {\displaystyle y^{3}=x^{2}} und das kartesische Blatt, das durch {\displaystyle x^{3}+y^{3}-3xy=0} gegeben ist. Die elliptischen Kurven sind ebenfalls wichtige Beispiele ebener algebraischer Kurven von Grad 3.
- Eine Spirische Kurve ist eine algebraische Kurve vom Grad 4 (Quartik). Sonderfälle davon sind die Cassinische Kurve, Lemniskate von Bernoulli und Lemniskate von Booth.
- Kurven vom Grad 5 werden als Quintiken bezeichnet, Kurven vom Grad 6 als Sextiken.

### Kurven nach Geschlecht geordnet
- Kurven vom Geschlecht 0 sind rationale Kurven.
- Kurven vom Geschlecht 1 sind elliptische Kurven.
- Zu den Kurven vom Geschlecht mindestens 2 gehören hyperelliptische Kurven, die Kleinsche Quartik {\displaystyle x^{3}y+y^{3}z+z^{3}x=0} und die Fermat-Kurve {\displaystyle x^{n}+y^{n}-z^{n}=0}.

## Duale Kurve
Eine Kurve kann statt durch ihre Punkte auch durch ihre Tangenten beschrieben werden. Ein in diesem Zusammenhang wichtiges Problem ist die Frage, wie viele Tangenten sich „in der Regel“ von einem nicht auf der Kurve liegenden Punkt aus an eine Kurve n-ter Ordnung legen lassen. Diese Anzahl heißt die Klasse der Kurve. Für eine solche Kurve ohne singuläre Punkte (wie etwa Doppelpunkte oder Spitzen) ist diese Klasse gleich {\displaystyle n(n-1)}. Jeder Doppelpunkt verkleinert die Klasse um 2 und jede Spitze um 3. Das ist eine Hauptaussage der Plückerschen Formeln, die sich außerdem noch mit der Anzahl der Wendepunkte und Doppeltangenten befassen. Hierfür muss der Grundkörper algebraisch abgeschlossen sein.
So ist zum Beispiel eine singularitätenfreie Kurve dritter Ordnung von 6. Klasse, besitzt sie einen Doppelpunkt, ist sie von vierter, und wenn sie eine Spitze hat, von dritter Klasse.
Im homogenen Fall haben Geraden, also auch Tangenten, eine Gleichung der Form {\displaystyle ax+by+cz=0}, wobei {\displaystyle a,b} und {\displaystyle c} nicht alle verschwinden dürfen und mit einer beliebigen von 0 verschiedenen Zahl multipliziert werden dürfen. Damit kann man dieser Geraden den Punkt {\displaystyle [a:b:c]} zuordnen. Aus der Menge der Tangenten an eine gegebene Kurve erhält man somit eine Punktemenge in der projektiven Ebene. Es stellt sich heraus, dass diese Menge selbst wieder eine algebraische Kurve ist, die sogenannte duale Kurve.
Dual zueinander sind folgende Begriffe:
- Kurvenpunkt und Kurventangente
- Doppelpunkt und Doppeltangente
- Wendepunkt und Spitze
- Ordnung und Klasse

Die duale Kurve der dualen Kurve ist wieder die ursprüngliche Kurve.